# Markthalle (Souillac)

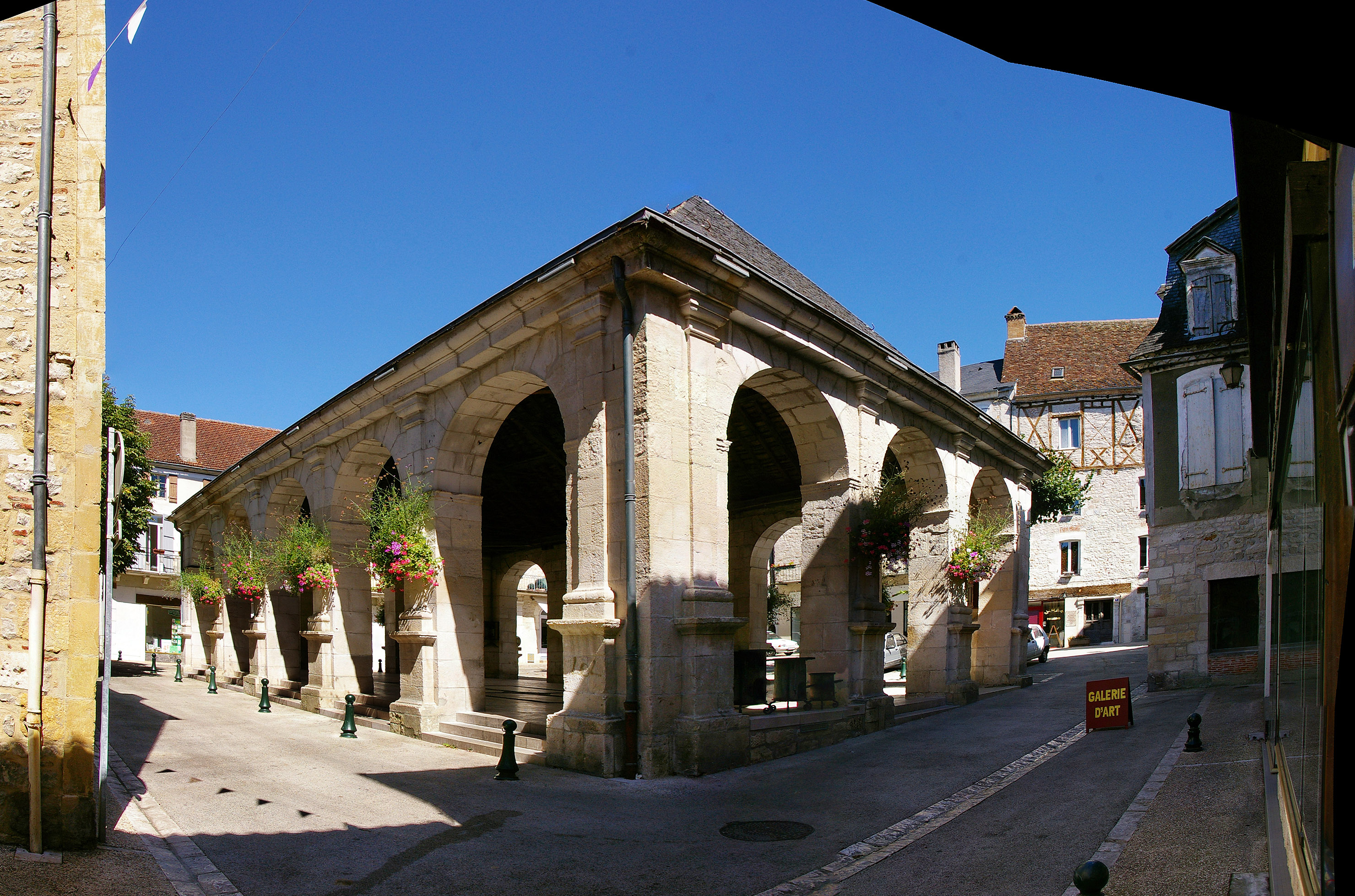
Markthalle in Souillac

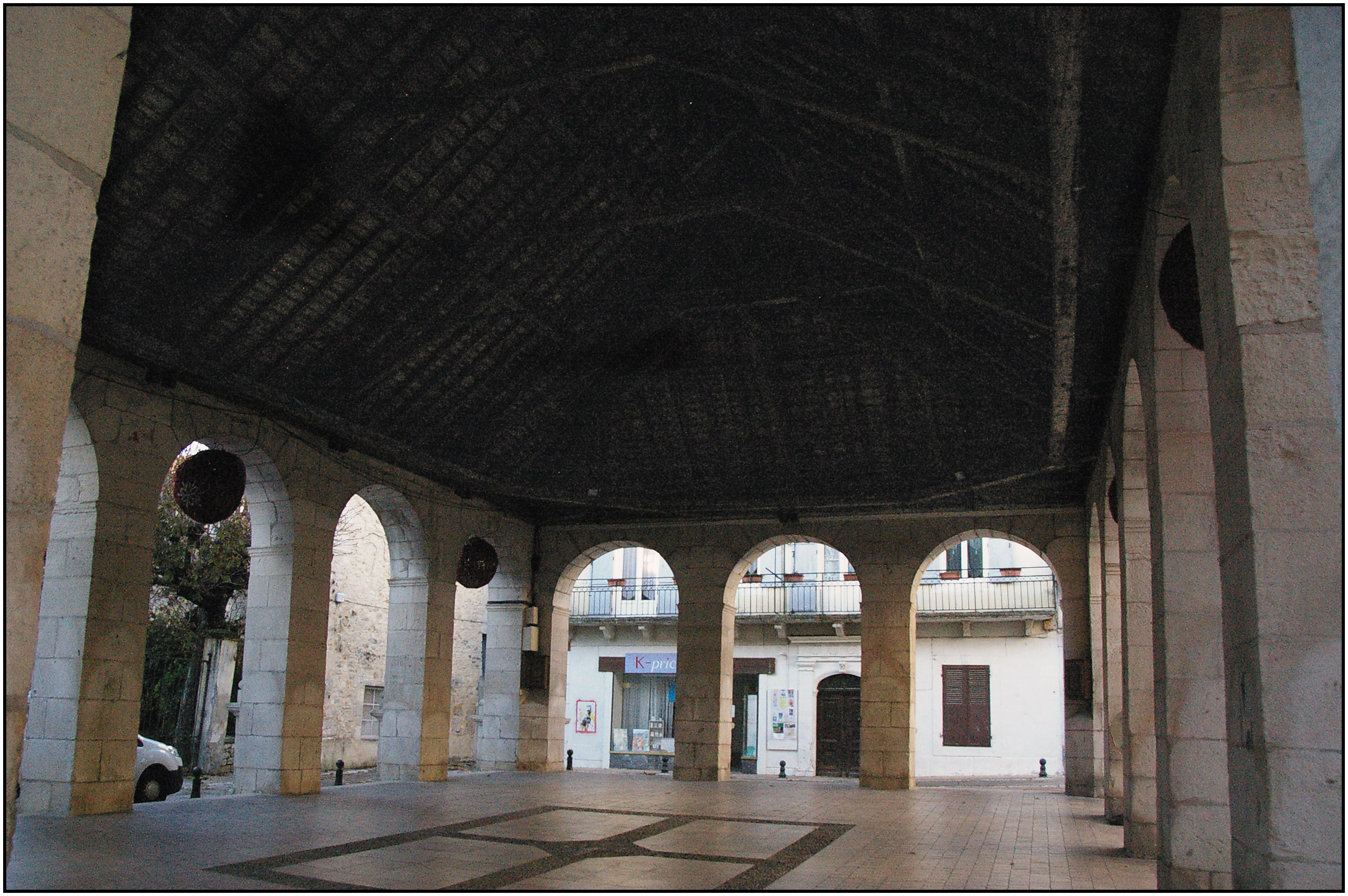
Innenansicht

Die Markthalle in Souillac, einer französischen Gemeinde im Département Lot in der Region Okzitanien, wurde von 1832 bis 1836 errichtet. Die Markthalle am Place Doussot steht seit 2004 als Monument historique auf der Liste der Baudenkmäler in Frankreich.
Das rechteckige Gebäude ist an allen vier Seiten durch hohe Rundbogenarkaden geöffnet. Im Inneren gibt es keine weiteren Stützen für die Dachkonstruktion.